# Oznaczenia promów kosmicznych
Każdy wahadłowiec kosmiczny NASA ma oznaczenie składające się z prefiksu i sufiksu oddzielonych myślnikiem. Prefiks dla funkcjonalnych promów to OV, skrót od Orbiter Vehicle.
Sufiks składa się z dwóch części: numeru serii i numeru pojazdu.
Serie:
- 0 – promy niezdolne do lotu
- 1 – promy zdolne do lotu

Numery pojazdów są przydzielane kolejno w danej serii, zaczynając od jedynki, stąd OV-101 to pierwszy pojazd pierwszej serii.
Istnieje wiele propozycji orbiterów drugiej generacji, zewnętrzne kompatybilnych z nowym systemem, ale udoskonalonych wewnętrznie, które określane są jako "OV-200" lub "OV-2xx" aby odróżnić je od "aktualnej generacji", czyli OV-100. Ta terminologia jest jednak nieformalna, i jest mało prawdopodobne, że jakikolwiek pojazd nawiązujący do aktualnych promów kosmicznych będzie miał takie oznaczenia.

## Oznaczenia orbiterów
- MPTA-098 – Pathfinder, (Main Propolution Test Article)  makieta struktury
- OV-099 – Challenger, pierwotnie STA-099 (Structural Test Article)
- OV-101 – Enterprise
- OV-102 – Columbia
- OV-103 – Discovery
- OV-104 – Atlantis
- OV-105 – Endeavour

Uwagi:
Challenger pierwotnie miał być jedynie przeznaczony do testów strukturalnych. Jako że nie miał być zdolny do lotu, nadane zostało oznaczenie testowe, które zostało zmienione po przystosowaniu Challengera do lotu. Z kolei Enterprise miał być przebudowany do postaci w pełni funkcjonalnej, ale nigdy tak się nie stało. Uznano, że taniej będzie przystosować STA-099 niż OV-101. Numeracja jednak nigdy nie została zmieniona.
Pathfinder jest określany jako OV-098, nie powinien jednak być mylony z MPTA-098 – Main Propulsion Test Article, stalową ramą (która nie wyglądała jak orbiter) używaną do testowania głównych silników promu kosmicznego. Pathfinder był skonstruowany jak jednostka do sprawdzania dopasowania – prosty model o rozmiarach, kształcie i wadze, jakie planowane były dla orbiterów, który był używany do sprawdzania czy instalacje naziemne będą w stanie obsługiwać promy. Później OV-098 został przebudowany aby kosmetycznie przypominać orbitery, i obecnie jest używany w połączeniu z zewnętrznymi zbiornikami promów w czasie testów napędowych (oznaczenie MPTA-ET). Jednak Pathfinder nigdy nie był formalnie oznaczony numerem, a OV-098 to symbol nieoficjalny.
Niektóre inne elementy naziemne używane w programie promów kosmicznych uzyskały oznaczenia OV-xxx, między innymi:
- OV-095 – makieta w Laboratorium Integracji Awioniki Promów Kosmicznych (Shuttle Avionics Integration Laboratory – SAIL) w Johnson Space Center.
- MPTA-098 – Main Propulsion Test Article – główny egzemplarz testowy napędów.
- OV-106 – nazwa administracyjna nadana zestawowi komponentów strukturalnych, wyprodukowanych aby zastąpić te użyte przy konstrukcji promu Endeavour, jednakże kontrakt został anulowany niedługo po zawarciu, a zamówienie nigdy nie było zrealizowane.